# Domatium
Als Domatien (von lat. domus „Haus“) werden in der Botanik Pflanzenteile bezeichnet, die Tieren, meist Insekten, Wohnraum bieten sollen.
Gelegentlich wird der Name einer Tiergruppe als genauere Bestimmung vorangestellt. Acarodomatien sind häufig Haarbüschel an der Unterseite von Blättern und beherbergen Milben. Myrmekodomatien sind oft Hohlräume, die von Ameisen bewohnt werden.